# Neopanorpa huangshana
Neopanorpa huangshana är en näbbsländeart som beskrevs av Cheng 1957. Neopanorpa huangshana ingår i släktet Neopanorpa och familjen skorpionsländor. Inga underarter finns listade i Catalogue of Life.